# David Langner

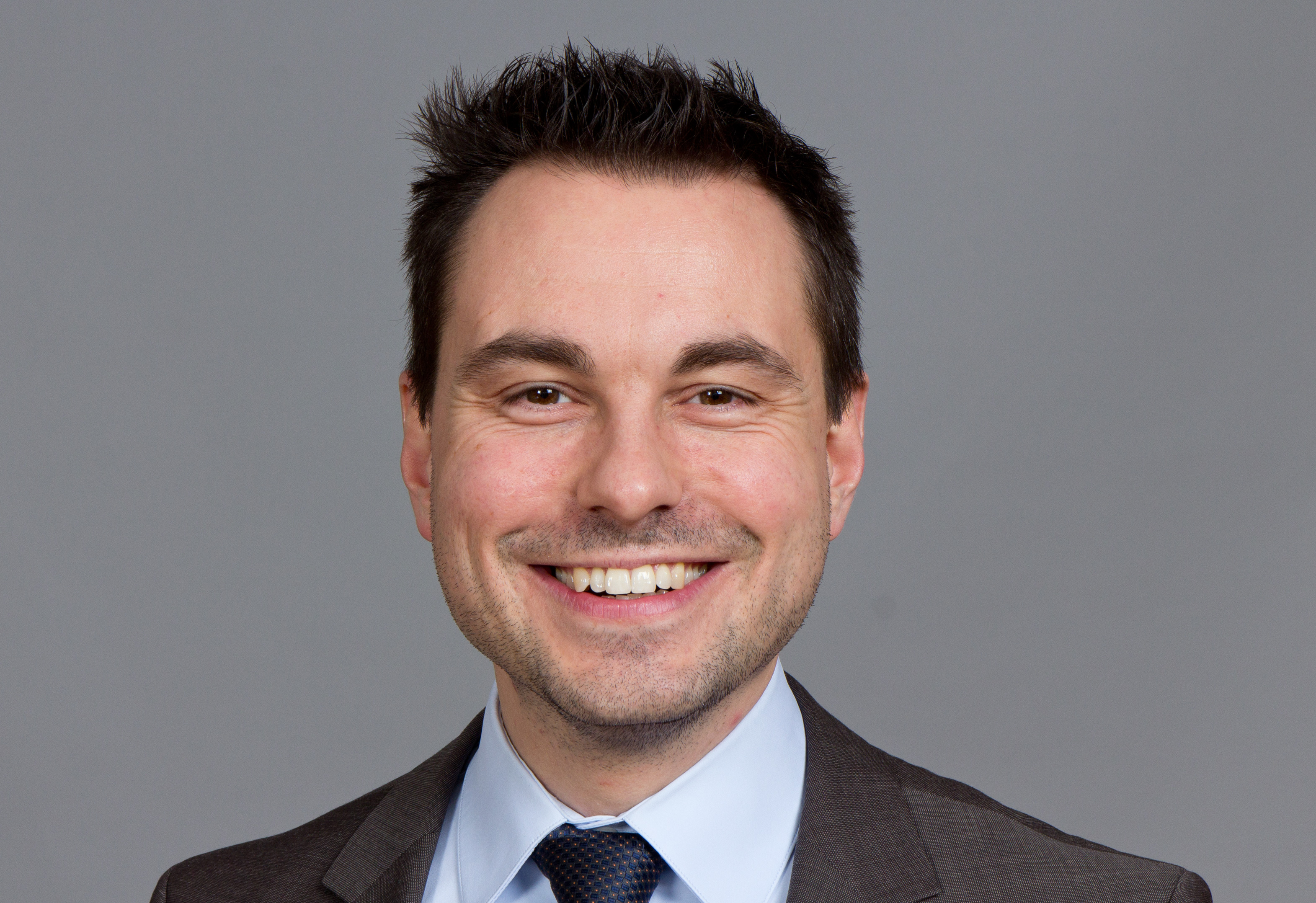
David Langner (2014)

David Langner (* 20. September 1975 in Koblenz) ist ein deutscher Politiker (SPD). Seit dem 1. Mai 2018 ist er Oberbürgermeister seiner Heimatstadt Koblenz. Zuvor war er von 2013 bis 2018 Staatssekretär im Ministerium für Soziales, Arbeit, Gesundheit und Demografie des Landes Rheinland-Pfalz.

## Ausbildung, Beruf und Familie
Langner ging in Koblenz-Pfaffendorf zur Grundschule und absolvierte im Jahr 1995 sein Abitur am Johannes-Gymnasium in Lahnstein. Anschließend absolvierte er seinen Zivildienst in einem Blindenaltenheim in Koblenz-Karthause, bevor er 1996 sein Studium der Politik- und Literaturwissenschaften begann. Zunächst studierte er an der Universität Oldenburg, wo er als Tutor tätig war. Sein Hauptstudium absolvierte er an den Universitäten in Marburg und Mainz. Neben dem Studium arbeitete er als studentische Hilfskraft in der Rheinischen Landesbibliothek in Koblenz. Nach seinem Magisterabschluss war Langner von 2004 bis 2006 als politischer Referent des SPD-Landesverbandes tätig.

## Politik
Im Jahr 1994 trat Langner in die SPD ein. Von 1999 bis 2001 war er Vorsitzender der Koblenzer Jusos. Ab 1999 war er Vorstandsmitglied des SPD-Unterbezirks Koblenz. Im Jahr 2000 wurde er zum Vorsitzenden des SPD-Ortsvereins Koblenz-Pfaffendorf gewählt. Von 2001 bis 2002 war er Landesgeschäftsführer der Jusos Rheinland-Pfalz. In den Jahren 2004 bis 2013 war Langner Mitglied des Koblenzer Stadtrates.
Vom 18. Mai 2006 bis 2011 war Langner Abgeordneter des Rheinland-Pfälzischen Landtags für den Wahlkreis Koblenz/Lahnstein. Dort war er umweltpolitischer Sprecher der SPD-Fraktion. Er war Mitglied des Ausschusses für Umwelt, Forsten und Verbraucherschutz, des Rechtsausschusses sowie des Ausschusses für Gleichstellung und Frauenförderung. Darüber hinaus war Langner seit 2007 Mitglied in der Enquête-Kommission Klimawandel des Landtags und 2010/11 Mitglied des Untersuchungsausschusses CDU-Fraktionsfinanzen 2003–2006.
Von 2010 bis 2016 war er Vorsitzender der SPD Koblenz. Seit 2006 ist er Mitglied des rheinland-pfälzischen SPD-Landesvorstands. Von Mai 2011 bis Januar 2013 war er Vizepräsident der Struktur- und Genehmigungsdirektion Nord. Ab Amtsantritt des Kabinetts Dreyer I war er Staatssekretär im Ministerium für Soziales, Arbeit, Gesundheit und Demografie.
Langner kandidierte als Einzelbewerber bei der Oberbürgermeisterwahl von Koblenz im Jahr 2017. Er gewann den ersten Wahlgang am 24. September 2017 mit 42,8 % der Stimmen. Am 15. Oktober 2017 trat Langner in der Stichwahl gegen den unabhängigen Bewerber Bert Flöck an; diese gewann er mit 69,8 % der abgegebenen Stimmen. Er trat das Amt des Koblenzer Oberbürgermeisters zum 1. Mai 2018 an. Seine Amtszeit beträgt acht Jahre. Am 3. November 2022 wurde Langner von der Mitgliederversammlung des Städtetags zum neuen Vorsitzenden des rheinland-pfälzischen Städtetags gewählt.
Langner lebt seit 2016 in Koblenz-Güls.